# Judith Caspari
Judith Caspari (* 1994 in Kassel, Deutschland) ist eine deutsche Sopranistin und Musicaldarstellerin.

## Karriere
Sie studierte an der Folkwang Universität der Künste in Essen Gesang und Musiktheater. In der Spielzeit 2016/17 gehörte Caspari dem Jungen Ensemble des Musiktheaters im Revier Gelsenkirchen an. Am Staatstheater Kassel war sie unter anderem in dem Musical The Sound of Music und West Side Story auf der Bühne zu sehen.
Von November 2018 bis Oktober 2019 übernahm Caspari die Titelrolle in der Stage-Entertainment-Produktion Anastasia in Stuttgart. Von November 2019 bis März 2020 stand Caspari als Zweitbesetzung der Rollen Indigo und Gina in Cirque Du Soleil Paramour in der Neuen Flora auf der Bühne. Im Juli 2021 erschien zusammen mit Milan van Waardenburg ihr erstes Album With Love. Von September 2021 bis August 2022 war Caspari in der Neuen Flora Hamburg in der Rolle der alternierende Glinda und als Zweitbesetzung der Nessarose in der Neufassung von Wicked – Das Musical zu sehen.
Seit Ende März 2024 steht Caspari im Stage Palladium Theater in Stuttgart als Jane in Tarzan auf der Bühne.

## Rollen (Auswahl)
- 2011: Frühlings Erwachen (Spring Awakening) als Ilse Neumann, Studio Lev Kassel[3]
- 2018: West Side Story als Maria, Staatstheater Kassel
- 11/2018–10/2019: Anastasia als Anja/Anastasia, Stage Palladium Theater Stuttgart
- 11/2019–03/2020: Cirque Du Soleil Paramour als Walk-In Cover Indigo und Gina, Stage Theater Neue Flora Hamburg
- 09/2021–08/2022: Wicked – Das Musical  als alternierende Glinda, Zweitbesetzung Nessarose, Neue Flora Hamburg
- 04/2023: SCHOLL – Die Knospe der Weißen Rose als  Traute, Uraufführung Stadttheater Fürth
- seit 03/2024: Tarzan als Jane, Stage Palladium Theater Stuttgart

## Diskographie
- 2021: With Love (Judith Caspari & Milan van Waardenburg)